# Ikisecundus ikijekeus
Ikisecundus ikijekeus är en tvåvingeart som beskrevs av Sasa och Suzuki 1999. Ikisecundus ikijekeus ingår i släktet Ikisecundus och familjen fjädermyggor. Inga underarter finns listade i Catalogue of Life.